# Mađarska reprezentacija u rukometu na pijesku
Mađarska reprezentacija u rukometu na pijesku predstavlja Mađarsku u športu rukometu na pijesku.
Krovna organizacija za ovu reprezentaciju je Mađarski rukometni savez.

### Sudjelovanja na velikim natjecanjima
Svjetska prvenstva:
- SP 2004.: 6. mjesto
- SP 2006.: 5. mjesto
- SP 2008.: 7. mjesto
- SP 2010.: 2. mjesto
- SP 2012.: -
- SP 2014.: -
- SP 2016.: 4. mjesto

Europska prvenstva:
- EP 2007.: ?
- EP 2009.: ?
- EP 2011.: 5. mjesto
- EP 2013.: 7. mjesto
- EP 2015.: 4. mjesto

Svjetske igre:
- 2001.: ?
- 2005.: ?
- 2009.: 2. mjesto
- 2013.: -

## Vanjske poveznice
- (šp.) Sve o odbojci na pijesku